# Cañada de Soto
Cañada de Soto es una localidad del estado mexicano de Guanajuato. Es parte del municipio de Purísima del Rincón.

## Demografía
| Gráfica de evolución demográfica |
|                                  |

| Censo | Población |
| ----- | --------- |
| 1900  | 38        |
| 1910  | 69        |
| 1921  | 71        |
| 1930  | 82        |
| 1940  | 104       |
| 1950  | 86        |
| 1960  | 149       |
| 1970  | 102       |
| 1980  | 291       |
| 1990  | 444       |
| 2000  | 409       |
| 2010  | 746       |
| 2020  | 1 104     |